# II. Armeekorps
II. Armeekorps var en tysk armékår under andra världskriget.

## Bakgrund
Kåren bildades den 1 oktober 1934 i Stettin och sattes samband med den tyska mobiliseringen den 26 augusti 1939 på krigsfot.
Kåren deltog i invasionen av Polen 1939 och slaget om Frankrike 1940 och kom resten av kriget att strida på norra delen av östfronten. Kåren blev instängd i Demjanskfickan, februari 1942, och den instängda tyska styrkans befälhavare blev II. Armeekorps befälhavare Walter Graf von Brockdorff-Ahlefeldt. Kåren avslutade kriget i Kurlandfickan.

## Operation Barbarossa

### Organisation
Armékårens organisation den 31 juli 1941:
- 12. Infanterie-Division
- 32. Infanterie-Division
- 123. Infanterie-Division

## Demjansk-fickan

### Organisation
Armékårens organisation den 22 januari 1942:
- 123. Infanterie-Division
- 32. Infanterie-Division
- 12. Infanterie-Division
- verstärktes IR 189

## Befälhavare
Kårens befälhavare:
- General der Infanterie Johannes Blaskowitz 1 april 1935–10 november 1938
- Generaloberst Adolf Strauß 10 november 1938–30 maj 1940
- General der Infanterie Carl-Heinrich von Stülpnagel 30 maj 1940–21 juni 1940
- General der Infanterie Walter Graf von Brockdorff-Ahlefeldt 21 juni 1940–1 maj 1942
- General der Panzertruppe Otto von Knobelsdorff 1 juni 1942–1 juli 1942
- General der Infanterie Walter Graf von Brockdorff-Ahlefeldt 1 juli 1942–28 november 1942
- General der Infanterie Paul Laux 28 november 1943–1 april 1944
- Generalleutnant Wilhelm Hasse 1 april 1944–5 maj 1944
- Generalleutnant Kurt von Tippelskirch 5 maj 1944–11 maj 1944
- General der Infanterie Paul Laux 11 maj 1944–3 juli 1944
- General der Infanterie Wilhelm Hasse 15 juli 1944–15 januari 1945

Stabschef:
- Generalmajor Bruno Bieler 12 oktober 1937–30 september 1939
- Oberst Friedrich Hoßbach 30 september 1939–24 oktober 1939
- Oberst Viktor Koch 1 december 1939–27 maj 1942
- Oberst Karl-Erich Schmidt-Richberg 27 maj 1942–15 november 1943
- Oberst Wilhelm Huhs 15 november 1943–1 maj 1945